# ロマ語
ロマ語（ロマご、ロマニー語、ジプシー語）はインド・ヨーロッパ語族インド語派の言語で、主にインドから北アフリカやヨーロッパへ移住した少数民族ロマ（ジプシー）が使用する。
ロマは国家をもたないため標準語というものは存在しない。方言が非常に多様で、20群60種類以上に分類される。もともと固有の文字はなく、現在ではラテン文字で筆記されることが多い。
サンスクリット語が起源であるといわれ、現在北インドで使われているグジャラート語、ヒンディー語、カシミール語などの諸言語とも、語彙・文法などの点で関連性があることが指摘されている。
また、何百年という年月をかけて広大な地域を移動したことにより、彼らの通過地および滞在地の諸言語との相互的影響がみられる。ロマがインドからヨーロッパへ移動する間に関与した言語にはペルシア語、アルメニア語、アラビア語、トルコ語が、ヨーロッパ侵入後に影響を与えた言語にはギリシア語、ロシア語、ルーマニア語、ハンガリー語、更にドイツ語、フランス語、英語がある。
近年ではロマの流浪範囲が狭くなり、一つの国から外に出ることが稀になったため、ますます接触言語の影響力が増してきている。このことはロマ語の方言化と話者の減少を加速させ、言語の消滅も危惧されている。

## 歴史
極初期のロマ語の実態に関する確かな歴史的な文献はない。また、ロマの先祖や、インド亜大陸からの移住の動機についてのどんな歴史的な証拠もない。ただ、インド・アーリア語における性区分は、7～10世紀ごろにかけて3つ(男性形・女性形・中性形)から2つ(男性形・女性形)へと変化していることから、ロマ語はこのころにサンスクリットなどの影響を受けたと考えられ、ロマの祖先がインド亜大陸から出たのは10世紀ごろと推測される。 南アジアからの出発の後、狭い範囲のクルド語とアルメニア語、比較的長期に滞在していたトルコのアナトリア地方の言語や、ギリシャ語の影響が認められている。
13世紀の前半に始まるモンゴル人の欧州侵入は西方移住の引き金となった。ロマ人はその後、欧州の広い範囲に離散し、点在しているロマのグループは地方の共同体の分化が発生し、それは多くの異なった方言に分かれた現代のロマ語に大いに影響した。
今日、ロマ語は42の欧州諸国で小集団によって話されている。イギリスのマンチェスター大学は、多くが消滅の危機下にあるロマ語方言の転写プロジェクトに取り組んでいる。

## ロマ語の現状
広範囲を流浪していた頃から、ロマは占い・行商などを生業とする上で、様々な国の言葉を話せる必要があり、ロマ語だけで生活する者は稀有だった。しかし、昨今では定住するロマが増えたことに加え、テレビ・ラジオの普及のため、ロマ語話者の減少・高齢化と、ロマ語と接触言語との混合が進んでいる。
その一例として、イギリスのジプシーに話されているアングロ・ロマニー語があげられる。これは英語の影響が著しく、以下のように話される。
- You're jessing to the buriker to fetch moro.
(You are going to the shop to fetch bread.)
- Mandi can year the bavel in the ruckers.
(I can hear the wind in the trees.)

アングロ・ロマニー語では名詞、代名詞の性や格が消失し、複数・所有を表す英語の-sが用いられており、もはや語彙程度でしかロマ語の原型を留めていない。

### ロマ語標準化運動
現在、ロマ語の標準化に向けてルーマニア、セルビア、アメリカおよびスウェーデンのグループが動いている。
セルビアではロマ語の標準形が用いられている。同国のヴォイヴォディナ自治州ではロマ語が州公認の少数言語のひとつとされており、ロマ語を用いるラジオ局や報道機関が存在している。
確認されている限り最も多くのロマ人口を抱えているルーマニアにおいては、国内で話されている全方言を包括的に扱うための統一化された教育システムとして後述のゲオルゲ・サラウによる標準ロマ語が採用され、高等教育のみならず初等教育の場においてもロマ語教育やロマ語を用いた各教科の教育が行われている。
また、スペインやイギリスなどにおいては、既にロマ語を話さなくなっていたロマ集団がロマ語復活を行おうとする中で標準化運動が進められている。これらの場合においては特定の方言の復活という形ではなく様々な方言を基にした標準語の構築が指向されている。スペインの政治家フアン・デ・ディオス・ラミレス・エレディアはスペイン系ロマの伝統と他地域のロマ達との間の相互コミュニケーションの双方を念頭に置き、標準ロマニ語に現在話されているカロー語の単語を組み込んだロマノ・カローの普及を推進している。
このように様々な「国際的な」標準化運動が行われているものの、現状としては標準語の使用よりむしろそれぞれの方言固有の表記方法や語彙を用いた文章化の方が一般的に行われている。
国際的な標準語が制定されれば他国で執筆されたロマ語の文章の読解も容易になるものの、ロマの各コミュニティ間の足並みのバラつき、そしてロマにとって中央政権と呼べる存在がない事などによって実現には至っていない。ただし、言語的な多元性という点については欧州評議会ロマ代表である欧州ロマ・トラヴェラーズ・フォーラムがホームページ上で方針のひとつとして記載している他、故ミレナ・ヒュプシュマンノヴァーやディーター・W・ハルヴァクス、ヤーロン・マトラスといった主要なロマ語専門の言語学者からも支持されている。オンラインロマ語辞典のRomLexでは一貫性のある統一された表記法が用いられつつも各方言特有の表現を取り入れるという形で多元性を認めている。

#### ゲオルゲ・サラウによる標準ロマ語
ゲオルゲ・サラウによる主として東ヨーロッパのロマ語方言に基づいた標準ロマ語は、アナトリア半島において形成された頃の古いロマ語をモデルとして語彙や文法要素を選択した、純化されたやや規範的なものとなっている。
発音は各方言の基層言語由来のものに最も近い。各方言で様々な方言変種のあるような場合は、最も古形に近い変種が採用されている。例として、byav（異形として abyav、abyau など）、akana（異形として akanak など）、shunav（異形として ashunav、ashunau など）といったものが挙げられる。
また、既に用いられている語彙をもとにした新語の創出にも取り組まれている。このような新語の例としては xuryavno（飛行機）、vortorin（計算尺）、palpaledikhipnasko（遡及的に）、pashnavi（形容詞）が挙げられる。ルーマニア語由来の vremea（天気、時間）、primariya（市庁舎）、frishka（クリーム）、sfinto（聖なる）などといった借用語についても絶えず改定が行われている。完全な造語はヒンディー語から bijli（電気、電球）、misal（例）、chitro（絵画、デザイン）、lekhipen（筆記）などが、また英語から printisarel、prezidento などが創出されている。

## 文字
歴史的にはロマ語は文字を持たない言語である。近年に書かれた学問的・大衆的ロマ語文学の圧倒的大多数は、ラテン語を基にした文字を用いている。
ロマ語のアルファベットを統一しようという試みは過去にあったが、ある一つの方言を選択する方法にしろ、複数の方言を融合させる方法にしろ、ロマ語の標準語を定めることはできなかったため、アルファベットの統一も叶わなかった。
現在では、それぞれの方言に固有の表記方法を認めるのが主流の考え方となっている 。ネイティヴ話者が個々で筆記する際には、ルーマニアではルーマニア語、ハンガリーではハンガリー語といった具合に、周辺の主要言語の記述方法を基礎とするのが最も一般的である。その場合、それぞれの国の文字にロマ語の発音を反映する特殊なアルファベットを追加し、ロマ語の発音に近く表記される。
表記差の一例を示すと、「ロマ語」という意味のフレーズである [romaɲi tʃʰib] は、各方言で以下のように書かれる。
- románi szib
- románi čib
- romani tschib
- románi tschiwi
- romani tšiw
- romeni tšiv
- romanitschub
- rromani čhib
- romani chib
- rhomani chib
- romaji šjib

一方で、ネイティヴ話者のネット上やEメールのやり取りでは、英語やチェコ語由来の正書法が用いられる傾向も、現在確認されている。

### Pan-Vlax system
言語学者の間では、パン・ヴラックス法(Pan-Vlax system)という表記方法が支持されている 。これはイアン・ハンコックによって提唱されたもので、以下のように表記する。
| 書記素 | 音素  | 語例      | 語例            | 語例           |
| 書記素 | 音素  | 表記例    | 語義（英語）    | 和訳           |
| ------ | ----- | --------- | --------------- | -------------- |
| A a    | /a/   | akana     | now             | 現在           |
| B b    | /b/   | barvalo   | rich            | 裕福な         |
| C c    | /ts/  | cìrdel    | he pulls        | 彼が引く       |
| Č č    | /tʃ/  | čačo      | true            | 真実           |
| Čh čh  | /tʃʰ/ | čhavo     | boy             | 男の子         |
| D d    | /d/   | dorjav    | river           | 川             |
| Dž dž  | /dʒ/  | džukel    | dog             | 犬             |
| E e    | /e/   | ertimos   | forgiveness     | 許すこと       |
| F f    | /f/   | foros     | town            | 町             |
| G g    | /ɡ/   | gadže     | non-Rom         | ロマではない人 |
| H h    | /h/   | harmasari | stallion        | 種馬           |
| I i    | /i/   | ičarel    | he crushes      | 彼が踏みつぶす |
| J j    | /j/   | jag       | fire            | 火             |
| K k    | /k/   | kaj       | where           | どこで         |
| Kh kh  | /kʰ/  | khamesko  | sunny           | 太陽           |
| L l    | /l/   | lašo      | good            | 良い           |
| M m    | /m/   | manuš     | man             | 人             |
| N n    | /n/   | nav       | name            | 名前           |
| O o    | /o/   | oxto      | eight           | ８             |
| P p    | /p/   | pekel     | he bakes        | 彼が焼く       |
| Ph ph  | /pʰ/  | phabaj    | apple           | リンゴ         |
| R r    | /r/   | rakli     | girl            | 女の子         |
| S s    | /s/   | sunakaj   | gold            | 金             |
| Š š    | /ʃ/   | šukar     | sweet/good/nice | 甘い、良い     |
| T t    | /t/   | taxtaj    | cup             | カップ         |
| Th th  | /tʰ/  | them      | land            | 陸             |
| U u    | /u/   | uš        | lip             | 唇             |
| V v    | /ʋ/   | voro      | cousin          | いとこ         |
| X x    | /x/   | xarano    | wise            | 賢い           |
| Z z    | /z/   | zèleno    | green           | 緑             |
| Ž ž    | /ʒ/   | žoja      | Thursday        | 木曜日         |

### 世界共通ロマ語アルファベット
これとは別に、1990年の第4回世界ロマ会議にて制定された世界共通ロマ語アルファベットも存在する。こちらはフランスの言語学者マルセル・クーティアードによって考案されたもので、基本は上記のパン・ヴラックス法に近いものの、子音字に添えるダイアクリティカルマークとしてハーチェクではなくアキュート・アクセントを採用している点、格変化を形態音韻論的に表記するための専用の文字を整備している点、および各方言における口蓋化の度合いの違いによって生じる発音の差をある程度織り込んだものとなっている点が特徴となっている。
この世界共通ロマ語アルファベットは一定数の刊行物において使用がなされているものの、未だ広く受け入れられているとは言えない状況にある。要因の一つとして、ヨーロッパのどの言語のキーボード配列でも標準的には配置されていないような文字が多数含まれておりコンピューターでの入力が容易ではないからではないか、という指摘も存在する。

## 音韻論
ロマ語の音声システムはヨーロッパの言語の間ではそれほど珍しくない。 最も特徴的なのは有声音・無声音・有気閉鎖音の3つの対比がみられる点で、 p t k č や b d g dž、ph th kh čh が挙げられる 。また、ř 発音を持つ方言では、口蓋垂音 [ʀ] や歯長茎ふるえ音 [r:]、そり舌音 [ɽ] または  [ɻ] で発音される。
以下の表はロマ語の主な音を示す。音素や挿入語句はそれぞれの方言によって異なる。
|          | 両唇音 | 両唇音 | 歯茎音 | 歯茎音 | 後部歯茎音 /硬口蓋音 | 後部歯茎音 /硬口蓋音 | 軟口蓋音 | 軟口蓋音 | 声門音 | 声門音 |
| -------- | ------ | ------ | ------ | ------ | -------------------- | -------------------- | -------- | -------- | ------ | ------ |
| 鼻音     |        | m      |        | n      |                      |                      |          |          |        |        |
| 破裂音   | p pʰ   | b      | t tʰ   | d      |                      |                      | k kʰ     | ɡ        |        |        |
| 破擦音   |        |        | ts     |        | tʃ tʃʰ               | dʒ                   |          |          |        |        |
| 摩擦音   | f      | v      | s      | z      | ʃ                    | (ʒ)                  | x        |          | h      |        |
| 接近音   |        |        |        | l      |                      | j                    |          |          |        |        |
| はじき音 |        |        |        | r      |                      |                      |          |          |        |        |

|      | 前舌 | 中舌 | 後舌 |
| ---- | ---- | ---- | ---- |
| 狭   | [i]  |      | [u]  |
| 中央 | [e]  |      | [o]  |
| 広   |      | [a]  |      |

東ヨーロッパ、東南ヨーロッパのロマ語方言は一般に口蓋音化した子音を持つ。 中舌母音əやɨを持つ方言もある 。長母音はしばしば西ヨーロッパのロマ語方言に見られる。接触言語からの借用語には、よく母語にない他の音素も含まれている。
ロマ語の中でも保守的な方言は、一部の接辞で例外もみられるが、語末の強勢を保っている(例えば、名詞の対格を伴った呼格の語尾や格語尾や、遠い時制は例外となる)。 中央ヨーロッパ及び西ヨーロッパの方言には、強勢が語のより前方に移ったものが多い。
語末においては、有声子音は無声化し、気音は無気音化する。 しかし以下の表のように、表記上は有声音・気音がそのまま保たれる。
| 表記  | 発音     | 意味                         |
| ----- | -------- | ---------------------------- |
| gad   | [gat]    | シャツ(単数)                 |
| gada  | [gada]   | シャツ(複数)                 |
| ačh!  | [at͡ʃ]    | 止まれ！(呼格)               |
| ačhel | [at͡ʃʰel] | (三人称単数に対して)止まれ！ |

ロマ語は他の近代インド語と比較して、古風な音韻特徴がみられる。例えば、サンスクリット語の mṛta「死んだ」は、ヒンディー語で mua というが、ロマ語では mulo となり、語中の r を保持している。また、サンスクリット語の tri-「３」はヒンディー語で tin というのに対して、ロマ語は trin であり、語頭の tr- が保たれている。ほとんどのインド語群では s/ś/ș の区別がなくなり一つに統合されているが、アルメニア方言を除いたロマ語では s/š の2種が残っている。

## 文法論
男性名詞・女性名詞、単数と複数の区別がある。また、語順はVOS。

### 形態論的特徴
有生物と無生物で対格の変化が異なる。例えば、rakló「少年」の対格は raklés と変化するが、manřó「パン」の対格は主格と変わらない。
| 格   | 単数           | 複数           |
| ---- | -------------- | -------------- |
| 主格 | rakl-o         | rakl-e         |
| 対格 | rakl-es        | rakl-en        |
| 与格 | rakl-es-ke     | rakl-en-ge     |
| 奪格 | rakl-es-tar    | rakl-en-dar    |
| 位格 | rakl-es-te     | rakl-en-de     |
| 具格 | rakl-es(s)a    | rakl-en-ca     |
| 属格 | rakl-es-ko(ro) | rakl-en-go(ro) |
| 呼格 | rakl-éja!      | rakl-ále(n)!   |

単数の格語尾と複数の格語尾が同じであることは、形態法の膠着性を示しており、ハンガリー語やベンガル語、パンジャブ語にも同様にみられる。
語形変化のパラダイムで特徴的なのは、原形となる語形変化が主格と対格の二つからなり、それ以外の斜格は対格形をベースにしてさらにその上に語尾を付加した形になることである。無生物の場合は主格と対格が同形になるが、対格以外の斜格では生物の対格で使われている形態素、例えばこの例で付加されている -es が急に現れる。パラダイムが二重構造をしていることになる。単数形では次のようになる。
男性名詞の格変化
|      | 生物 「人間」 | 無生物 「家」 |
| 主格 | rom           | kher          |
| 対格 | rom-es        | kher          |
| 呼格 | rom-a         | -             |
| 与格 | rom-es-ke     | kher-es-ke    |
| 奪格 | rom-es-tar    | kher-es-tar   |
| 具格 | rom-es-ar     | kher-es-ar    |
| 処格 | rom-es-te     | kher-es-te    |
| 属格 | rom-es-koro   | kher-es-koro  |

女性名詞の格変化
|      | 生物 「妹または姉」 | 無生物「ワイン」 |
| 主格 | phen                | mol              |
| 対格 | phen-ja             | mol              |
| 呼格 | phen-e              | -                |
| 与格 | phen-ja-ke          | mol-ja-ke        |
| 奪格 | phen-ja-tar         | mol-ja-tar       |
| 具格 | phen-ja-ar          | mol-ja-ar        |
| 処格 | phen-ja-te          | mol-ja-te        |
| 属格 | phen-ja-koro        | mol-ja-koro      |

呼格を格変化パラダイムとして保持している点も注目に値する。

### 統辞論的特徴
不定法の消失があげられる。I want to eat. のような表現は I want that I eat. のように表現される。これはバルカン語法と呼ばれる。バルカン語法は現代ギリシア語が起源とされ、アルバニア語、ブルガリア語、ルーマニア語にも普及している。

## ことわざ
ヨーロッパの各言語にみられる普遍的な内容のものが多く含まれるが、なかにはロマの流浪生活・気質が表われた独特なことわざもある。以下に例を挙げる。
- Barval'ipé lovénca, čoror'ipé g'il'énca.　「豊かな者はお金で暮らし、貧しい者は歌で暮らす。」
- E b'ída god'í b'iyanéla.　「不幸は知性を呼び覚ます。」
- I tarni romni har i rosa. I puri romni har i džamba.　「若い女はバラのようだ。年老いた女はヒキガエルのようだ。」
- Pen či glan o gadžende, te pene o čačepen rakre romanes.　「白人の前では何も言わず、真実をいうときはロマ語で言いなさい。」
- Paši mōl pennēna čačepen.　「ワインを飲むと人は真実を語る。」